# زیبوتنرویت
زیبوتنرویت (به آلمانی: Seybothenreuth) یک شهر در آلمان است که در بایروث واقع شده‌است.